# Nordische Junioren-Skiweltmeisterschaften 2000
Die 23. Nordischen Junioren-Skiweltmeisterschaften 2000 fanden vom 25. bis 30. Januar im slowakischen Štrbské Pleso statt. Damit war die Slowakei erstmals nach der Auflösung der Tschechoslowakei Ausrichter dieses wichtigsten Nachwuchswettbewerbes im nordischen Skisport. Bereits 1990 hatte Štrbské Pleso, damals noch Teil der Tschechoslowakei, gemeinsam mit dem französischen Les Saisis die Junioren-Weltmeisterschaften ausgerichtet.
Erfolgreichste Nation der Wettkämpfe wurde Russland mit vier Gold-, fünf Silber- und zwei Bronzemedaillen, wobei die Osteuropäer sämtliche ihrer elf Medaillen bei den Langlaufwettbewerben gewannen. Mit je drei Goldmedaillen belegten Deutschland (zwei Silber- und zwei Bronzemedaillen) und Finnland (eine Silber- und zwei Bronzemedaillen) die Plätze zwei und drei im Medaillenspiegel.

## Wettkampfstätten
Die Skisprungwettbewerbe und das Springen der Nordischen Kombination wurden auf der MS 1970 B ausgetragen, die für die Nordische Skiweltmeisterschaften 1970 gebaut worden war. Die Langlaufwettbewerbe der Kombinierer und der Spezialisten fanden auf den Loipen der Umgebung statt.

## Langlauf Junioren

### 1,5 km Sprint
| Platz | Sportler             | Land               | Zeit |
| ----- | -------------------- | ------------------ | ---- |
| 1     | Sergei Nowikow       | Russland           |      |
| 2     | Oldřich Hakl         | Tschechien         |      |
| 3     | Dirk Klessen         | Deutschland        |      |
| 4     | Raman Wiralajnen     | Russland           |      |
| 5     | Dmitri Tischkin      | Russland           |      |
| 6     | Veli-Pekka Kurunmäki | Finnland           |      |
| 7     | Hallvard Børsheim    | Norwegen           |      |
| 8     | Kris Freeman         | Vereinigte Staaten |      |
| …     |                      |                    |      |
| 16    | Johannes Bredl       | Deutschland        |      |
| 32    | Hannes Pinter        | Österreich         |      |
| 33    | Remo Fischer         | Schweiz            |      |
| 39    | Roland Bärnthaler    | Österreich         |      |
| 42    | Mario Denoth         | Schweiz            |      |
| 46    | Martin Michel        | Schweiz            |      |
| 57    | Dirk Grimm           | Deutschland        |      |
| 60    | Markus Grabmayr      | Österreich         |      |
| 61    | Ulrich Eger          | Österreich         |      |

Datum: 29. Januar 2000

### 10 km Freistil
| Platz | Sportler                | Land        | Zeit    |
| ----- | ----------------------- | ----------- | ------- |
| 1     | Ron Spanuth             | Deutschland | 25:37,8 |
| 2     | Dmitri Tischkin         | Russland    | 26:01,3 |
| 3     | Jewgeni Stepanow        | Russland    | 26:36,9 |
| 4     | Mats Larsson            | Schweden    | 26:42,3 |
| 5     | Johan Olsson            | Schweden    | 26:56,7 |
| 6     | Jussi Yilimäki          | Finnland    | 27:01,8 |
| 7     | Sami Jauhojärvi         | Finnland    | 27:18,9 |
| 8     | Dmitri Pirogow          | Russland    | 27:23,9 |
| …     |                         |             |         |
| 15    | René Reißhauer          | Deutschland | 27:49,8 |
| 25    | Christian Stebler       | Schweiz     | 28:17,8 |
| 28    | Remo Fischer            | Schweiz     | 28:24,7 |
| 44    | Roland Bärnthaler       | Österreich  | 29:02,8 |
| 48    | Olivier Schwarzenbacher | Österreich  | 29:07,8 |
| 51    | Mario Denoth            | Schweiz     | 29:13,9 |
| 52    | Hannes Pinter           | Österreich  | 29:14,3 |
| 57    | Benjamin Seifert        | Deutschland | 29:19,3 |
| 59    | Markus Grabmayr         | Österreich  | 29:32,4 |
| 70    | Thomas Diezig           | Schweiz     | 30:16,3 |
| 82    | Thomas Freimuth         | Deutschland | 31:05,5 |

Datum: 25. Januar 2000

### 30 km klassisch
| Platz | Sportler                | Land        | Zeit      |
| ----- | ----------------------- | ----------- | --------- |
| 1     | René Reißhauer          | Deutschland | 1:36,37,5 |
| 2     | Wassili Rotschew        | Russland    | 1:37:03,2 |
| 3     | Dmitri Tischkin         | Russland    | 1:37:26,1 |
| 4     | Jewgeni Lukjanow        | Russland    | 1:38:11,0 |
| 5     | Ron Spanuth             | Deutschland | 1:38:55,1 |
| 6     | Espen Harald Bjerke     | Norwegen    | 1:39:43,1 |
| 7     | Sami Jauhojärvi         | Finnland    | 1:39:59,6 |
| 8     | Alexander Babenko       | Kasachstan  | 1:40:12,6 |
| …     |                         |             |           |
| 13    | Dirk Klessen            | Deutschland | 1:41:08,0 |
| 26    | Benjamin Seifert        | Deutschland | 1:44:43,2 |
| 28    | Christian Stebler       | Schweiz     | 1:44:52,8 |
| 32    | Remo Fischer            | Schweiz     | 1:45:49,2 |
| 34    | Martin Michel           | Schweiz     | 1:46:10,0 |
| 41    | Hannes Pinter           | Österreich  | 1:47:15,6 |
| 42    | Thomas Diezig           | Schweiz     | 1:47:26,9 |
| 58    | Olivier Schwarzenbacher | Österreich  | 1:50:38,3 |
| 70    | Markus Grabmayr         | Österreich  | 1:54:13,2 |
| 73    | Roland Bärnthaler       | Österreich  | 1:55:08,3 |

Datum: 30. Januar 2000

### 4 × 10 km Staffel
| Platz | Sportler                                                                | Land               | Zeit      |
| ----- | ----------------------------------------------------------------------- | ------------------ | --------- |
| 1     | Wassili Rotschew Dmitri Pirogow Jewgeni Stepanow Dmitri Tischkin        | Russland           | 1:46:58,7 |
| 2     | Mathias Almgren Niklas Karlsson Johan Olsson Mats Larsson               | Schweden           | 1:49:53,3 |
| 3     | Roger Aa Djupvik Espen Harald Bjerke Lars Bergerud Espen Emanuelsen     | Norwegen           | 1:50:11,4 |
| 4     | Dirk Klessen René Reißhauer Ron Spanuth Benjamin Seifert                | Deutschland        | 1:50:29,5 |
| 5     | Tero Similä Reijo Nykänen Sami Jauhojärvi Jussi Yilimäki                | Finnland           | 1:51:14,4 |
| 6     | Chris Cook Ethan Foster Kris Freeman Torin Koos                         | Vereinigte Staaten | 1:52:48,0 |
| 7     | Václav Svub Michael Schreiber Milan Šperl Oldřich Hakl                  | Tschechien         | 1:52:57,0 |
| 8     | Yūichi Onda Takeshi Mizubuchi Ryō Saitō Kazuyuki Kuwahara               | Japan              | 1:53:10,6 |
| …     |                                                                         |                    |           |
| 10    | Thomas Diezig Christian Stebler Remo Fischer Mario Denoth               | Schweiz            | 1:54:06,3 |
| 15    | Roland Bärnthaler Olivier Schwarzenbacher Markus Grabmayr Hannes Pinter | Österreich         | 1:56:55,4 |

Datum: 27. Januar 2000

## Langlauf Juniorinnen

### 1,5 km Sprint
| Platz | Sportler              | Land               | Zeit |
| ----- | --------------------- | ------------------ | ---- |
| 1     | Pirjo Manninen        | Finnland           |      |
| 2     | Jekaterina Bojarinowa | Russland           |      |
| 3     | Cristina Kelder       | Italien            |      |
| 4     | Niina Karvonen        | Finnland           |      |
| 5     | Verena Kleine         | Deutschland        |      |
| 6     | Sara Rigoni           | Italien            |      |
| 7     | Rebecca Quinn         | Vereinigte Staaten |      |
| 8     | Vibeke Skofterud      | Norwegen           |      |
| …     |                       |                    |      |
| 10    | Nicole Fessel         | Deutschland        |      |
| 17    | Carin Camenisch       | Schweiz            |      |
| 18    | Stefanie Böhler       | Deutschland        |      |
| 22    | Alexandra Crusius     | Liechtenstein      |      |
| 32    | Nicole Kunz           | Schweiz            |      |
| 39    | Sandra Gredig         | Schweiz            |      |
| 57    | Karin Zehentner       | Österreich         |      |

Datum: 29. Januar 2000

### 5 km Freistil
| Platz | Sportler              | Land          | Zeit    |
| ----- | --------------------- | ------------- | ------- |
| 1     | Jekaterina Bojarinowa | Russland      | 14:35,3 |
| 2     | Pirjo Manninen        | Finnland      | 14:54,7 |
| 3     | Evi Sachenbacher      | Deutschland   | 15:11,1 |
| 4     | Teja Gregorin         | Slowenien     | 15:24,2 |
| 5     | Mariana Handler       | Schweden      | 15:25,0 |
| 6     | Kine Beate Bjørnås    | Norwegen      | 15:42,1 |
| 7     | Cristina Kelder       | Italien       | 15:42,8 |
| 8     | Vibeke Skofterud      | Norwegen      | 15:54,9 |
| …     |                       |               |         |
| 15    | Ursina Badilatti      | Schweiz       | 16:22,3 |
| 20    | Carin Camenisch       | Schweiz       | 16:27,2 |
| 24    | Anja Krellner         | Deutschland   | 16:33,1 |
| 30    | Nicole Kunz           | Schweiz       | 16:42,9 |
| 46    | Seraina Mischol       | Schweiz       | 17:09,7 |
| 47    | Alexandra Crusius     | Liechtenstein | 17:11,2 |
| 49    | Karin Zehentner       | Österreich    | 17:15,3 |
| 55    | Nicole Fessel         | Deutschland   | 17:28,9 |

Datum: 25. Januar 2000

### 15 km klassisch
| Platz | Sportler              | Land        | Zeit    |
| ----- | --------------------- | ----------- | ------- |
| 1     | Evi Sachenbacher      | Deutschland | 50:48,1 |
| 2     | Jekaterina Bojarinowa | Russland    | 51:16,7 |
| 3     | Pirjo Manninen        | Finnland    | 51:19,9 |
| 4     | Carin Holmberg        | Schweden    | 51:25,8 |
| 5     | Jelena Kolomina       | Kasachstan  | 52:05,4 |
| 6     | Mariana Handler       | Schweden    | 52:10,3 |
| 7     | Kine Beate Bjørnås    | Norwegen    | 52:35,4 |
| 8     | Lina Andersson        | Schweden    | 52:44,4 |
| …     |                       |             |         |
| 12    | Anja Krellner         | Deutschland | 53:39,4 |
| 19    | Ursina Badilatti      | Schweiz     | 54:48,5 |
| 23    | Stefanie Böhler       | Deutschland | 55:08,5 |
| 26    | Carin Camenisch       | Schweiz     | 55:16,8 |
| 39    | Seraina Mischol       | Schweiz     | 56:12,4 |
| 41    | Verena Kleine         | Deutschland | 56:16,3 |
| 56    | Sandra Gredig         | Schweiz     | 58:23,1 |
| 59    | Karin Zehentner       | Österreich  | 58:43,5 |

Datum: 30. Januar 2000

### 4 × 5 km Staffel
| Platz | Sportler                                                                    | Land        |           |
| ----- | --------------------------------------------------------------------------- | ----------- | --------- |
| 1     | Lina Andersson Carin Holmberg Sandra Hansson Mariana Handler                | Schweden    | 1:03:23,5 |
| 2     | Evgenija Alexjutina Anastassija Kasakul Irina Iwanowa Jekaterina Bojarinowa | Russland    | 1:03:48,6 |
| 3     | Marit Bjørgen Kine Beate Bjørnås Laila Selbæk Vibeke Skofterud              | Norwegen    | 1:03:59,2 |
| 4     | Verena Kleine Stefanie Böhler Evi Sachenbacher Anja Krellner                | Deutschland | 1:04:51,8 |
| 5     | Anna Rosa Cristina Kelder Patrizia Kostner Sara Rigoni                      | Italien     | 1:04:59,7 |
| 6     | Seraina Mischol Nicole Kunz Ursina Badilatti Carin Camenisch                | Schweiz     | 1:05:00,9 |
| 7     | Niina Karvonen Heidi Sundberg Soile Mustajärvi Pirjo Manninen               | Finnland    | 1:05:24,3 |
| 8     | Ines Hizar Renata Podviz Tina Hizar Teja Gregorin                           | Slowenien   | 1:07:01,3 |

Datum: 27. Januar 2000

## Nordische Kombination Junioren

### Sprint (Normalschanze K 90/5 km)
| Platz | Sportler           | Land               | Rückstand |
| ----- | ------------------ | ------------------ | --------- |
| 1     | Petter Kukkonen    | Finnland           |           |
| 2     | Marko Baacke       | Deutschland        | +0:07.3   |
| 3     | David Kreiner      | Österreich         | +0:07.9   |
| 4     | Jouni Kaitainen    | Finnland           | +0:08.3   |
| 5     | Stephan Münchmeyer | Deutschland        | +0:25.0   |
| 6     | Ronny Heer         | Schweiz            | +0:28.0   |
| 7     | Alexei Zwetkow     | Russland           | +0:33.5   |
| 8     | Matthias Mehringer | Deutschland        | +0:42.5   |
| 9     | Carl Van Loan      | Vereinigte Staaten | +0:43.7   |
| 10    | Jari Hiukka        | Finnland           | +0:45.3   |
| …     |                    |                    |           |
| 14    | Bernhard Gruber    | Österreich         | +0:52.0   |
| 17    | Björn Kircheisen   | Deutschland        | +1:00.4   |
| 18    | Andy Hartmann      | Schweiz            | +1:01.1   |
| 24    | Wilhelm Denifl     | Österreich         | +1:11.8   |
| 33    | Florian Aichinger  | Österreich         | +1:32.4   |
| 37    | Lucas Vonlanthen   | Schweiz            | +1:44.7   |
| 43    | Pascal Meinherz    | Schweiz            | +2:03.0   |

 Datum: 28. Januar 2000

### Gundersen (Normalschanze K 90/10 km)
| Platz | Sportler           | Land        | Rückstand |
| ----- | ------------------ | ----------- | --------- |
| 1     | Alexei Zwetkow     | Russland    |           |
| 2     | Marko Baacke       | Deutschland | +0:04.5   |
| 3     | Kevin Arnould      | Frankreich  | +0:16.6   |
| 4     | Daito Takahashi    | Japan       | +0:26.0   |
| 5     | David Kreiner      | Österreich  | +0:30.3   |
| 6     | Michal Pšenko      | Slowenien   | +0:31.0   |
| 7     | Jouni Kaitainen    | Finnland    | +1:03.9   |
| 8     | Jaakko Tallus      | Finnland    | +1:38.1   |
| 9     | Wilhelm Denifl     | Österreich  | +2:02.1   |
| 10    | Matthias Mehringer | Deutschland | +2:07.6   |
| …     |                    |             |           |
| 12    | Andy Hartmann      | Schweiz     | +2:37.4   |
| 21    | Marc Frey          | Deutschland | +4:14.1   |
| 25    | Bernhard Gruber    | Österreich  | +4:45.2   |
| 31    | Stephan Münchmeyer | Deutschland | +5:30.8   |
| 34    | Ronny Heer         | Schweiz     | +5:38.1   |
| 36    | Lucas Vonlanthen   | Schweiz     | +6:12.4   |
| 41    | Pascal Meinherz    | Schweiz     | +8:11.4   |
| 44    | Simon Gerharter    | Österreich  | +9:03.0   |

 Datum: 27. Januar 2000

### Mannschaft (Normalschanze K95/4 × 5 km)
| Platz | Sportler                                                         | Land               | Rückstand |
| ----- | ---------------------------------------------------------------- | ------------------ | --------- |
| 1     | Jaakko Tallus Petter Kukkonen Jari Hiukka Jouni Kaitainen        | Finnland           |           |
| 2     | Johnny Spillane Bill Demong Jed Hinkley Carl Van Loan            | Vereinigte Staaten | +0:47.1   |
| 3     | David Kreiner Florian Aichinger Bernhard Gruber Wilhelm Denifl   | Österreich         | +0:55.5   |
| 4     | Stephan Münchmeyer Marc Frey Matthias Mehringer Marko Baacke     | Deutschland        | +1:06.2   |
| 5     | Norihito Kobayashi Daito Takahashi Yōsuke Hatakeyama Eiji Masaki | Japan              | +1:06.6   |
| ...   |                                                                  |                    |           |
| 8     | Lucas Vonlanthen Seppi Hurschler Pascal Meinherz Ronny Heer      | Schweiz            | +3:42.4   |

 Datum: 29. Januar 2000

## Skispringen Junioren

### Einzel
Der für den 25. Januar 2000 vorgesehene Wettkampf im Einzelspringen wurde witterungsbedingt ersatzlos abgesagt.

### Mannschaftsspringen
| Platz | Sportler                                                                 | Land        | Punkte |
| ----- | ------------------------------------------------------------------------ | ----------- | ------ |
| 1     | Martin Koch Christian Nagiller Florian Liegl Stefan Kaiser               | Österreich  | 917,0  |
| 2     | Thomas Lobben Erik Leine Wangen David Andersen Anders Bardal             | Norwegen    | 904,0  |
| 3     | Veli-Matti Lindström Juha-Matti Ruuskanen Akseli Lajunen Kimmo Yliriesto | Finnland    | 840,0  |
| 4     | Yūta Watase Hiroki Yamada Daiki Itō Yasunori Suzuki                      | Japan       | 819,5  |
| 5     | David Jiroutek Jan Vacula František Vaculík Lukáš Hlava                  | Tschechien  | 838,5  |
| ...   |                                                                          |             |        |
| 10    | Hans Petrat Maximilian Mechler Stefan Pieper Uli Basler                  | Deutschland | 737,5  |
| 11    | Marco Däscher Christian Müllner Peter Suter Heiri Kaelin                 | Schweiz     | 711,5  |

 Datum: 25. Januar 2000

## Nationenwertung
| Platz | Land               | Gold | Silber | Bronze | Gesamt |
| ----- | ------------------ | ---- | ------ | ------ | ------ |
| 1     | Russland           | 4    | 5      | 2      | 11     |
| 2     | Deutschland        | 3    | 2      | 2      | 7      |
| 3     | Finnland           | 3    | 1      | 2      | 6      |
| 4     | Schweden           | 1    | 1      | 0      | 2      |
| 5     | Österreich         | 1    | 0      | 2      | 3      |
| 6     | Norwegen           | 0    | 1      | 2      | 3      |
| 7     | Tschechien         | 0    | 1      | 0      | 1      |
| 7     | Vereinigte Staaten | 0    | 1      | 0      | 1      |
| 9     | Italien            | 0    | 0      | 1      | 1      |
| 9     | Frankreich         | 0    | 0      | 1      | 1      |